# Ger Connolly
Gerard C. Connolly, genannt Ger Connolly (* 16. April 1937 in Bracknagh, County Offaly; † 25. Januar 2024), war ein irischer Politiker. Er gehörte von 1969 bis 1997 dem Dáil Éireann, dem Unterhaus des irischen Parlaments, an.

## Leben
Ger Connolly ging in Portarlington zur Schule. Er arbeitete als Landwirt und als Auktionator. Seit 1961 war er Sekretär der National Farmers Association. 1967 wurde er in den Offaly County Council gewählt. 1969 trat er für die Fianna Fáil bei den Unterhauswahlen an und war sogleich im Wahlkreis Laois–Offaly erfolgreich. 
Von 1979 bis 1981 war Connolly unter Taoiseach Charles Haughey Staatsminister im Umweltministerium. Wegen kurzfristiger Regierungswechsel wurde er wiederum von Haughey von März bis Dezember 1982 als Staatsminister im Umweltministerium (Aufgabenbereich: Wohnungswesen) eingesetzt. Als Haughey noch einmal 1987 die Regierungsgeschäfte übernahm, wurde Connolly erneut Staatsminister im Umweltministerium (Aufgabenbereich: Stadterneuerung). Als Haughey ausschied und Albert Reynolds Regierungschef wurde, verließ Connolly 1992 sein Amt. Er blieb bis 1997 Abgeordneter des Dáil Éireann. 
Ger Connolly heiratete Marie Dunne, mit der er drei Söhne und eine Tochter hatte.